# 500 kilomètres de Brno FIA GT 2003
Navigation
Édition précédente Édition suivante
Les 500 kilomètres de Brno 2003 FIA GT, disputées le 25 mai 2003 sur le circuit de Masaryk, sont la quatrième manche du championnat FIA GT 2003.

## Course

### Classement de la course
| Pos.   | Catégorie | N° | Écurie                                    | Pilotes                                              | Châssis                   | Pneus | Tours/Abandon |
| Pos.   | Catégorie | N° | Écurie                                    | Pilotes                                              | Moteur                    | Pneus | Tours/Abandon |
| ------ | --------- | -- | ----------------------------------------- | ---------------------------------------------------- | ------------------------- | ----- | ------------- |
| 1      | GT        | 23 | BMS Scuderia Italia                       | Matteo Bobbi Thomas Biagi                            | Ferrari 550-GTS Maranello | M     | 87            |
| 1      | GT        | 23 | BMS Scuderia Italia                       | Matteo Bobbi Thomas Biagi                            | Ferrari 5.9L V12          | M     | 87            |
| 2      | GT        | 15 | Lister Storm Racing                       | Andrea Piccini Jean-Denis Delétraz                   | Lister Storm              | D     | 87            |
| 2      | GT        | 15 | Lister Storm Racing                       | Andrea Piccini Jean-Denis Delétraz                   | Juagar 7.0L V12           | D     | 87            |
| 3      | GT        | 22 | BMS Scuderia Italia                       | Fabrizio Gollin Luca Cappellari                      | Ferrari 550-GTS Maranello | M     | 87            |
| 3      | GT        | 22 | BMS Scuderia Italia                       | Fabrizio Gollin Luca Cappellari                      | Ferrari 5.9L V12          | M     | 87            |
| 4      | GT        | 14 | Lister Storm Racing                       | Jamie Campbell-Walter Nathan Kinch                   | Lister Storm              | D     | 87            |
| 4      | GT        | 14 | Lister Storm Racing                       | Jamie Campbell-Walter Nathan Kinch                   | Jaguar 7.0L V12           | D     | 87            |
| 5      | GT        | 21 | Care Racing BMS Scuderia Italia           | Stefano Livio Lilian Bryner Enzo Calderari           | Ferrari 550-GTS Maranello | M     | 87            |
| 5      | GT        | 21 | Care Racing BMS Scuderia Italia           | Stefano Livio Lilian Bryner Enzo Calderari           | Ferrari 5.9L V12          | M     | 87            |
| 6      | GT        | 6  | Creation Autosportif                      | Bobby Verdon-Roe Marco Zadra                         | Lister Storm              | D     | 101           |
| 6      | GT        | 6  | Creation Autosportif                      | Bobby Verdon-Roe Marco Zadra                         | Jaguar 7.0L V12           | D     | 101           |
| 7      | GT        | 8  | Graham Nash Motorsport                    | Miguel Ramos Ni Amorim Pedro Chaves                  | Saleen S7-R               | D     | 84            |
| 7      | GT        | 8  | Graham Nash Motorsport                    | Miguel Ramos Ni Amorim Pedro Chaves                  | Ford 7.0L V8              | D     | 84            |
| 8      | N-GT      | 50 | Freisinger Motorsport                     | Marc Lieb Stéphane Ortelli                           | Porsche 911 GT3-RS        | D     | 84            |
| 8      | N-GT      | 50 | Freisinger Motorsport                     | Marc Lieb Stéphane Ortelli                           | Porsche 3.6L Flat-6       | D     | 84            |
| 9      | N-GT      | 52 | JMB Racing                                | Andrea Bertolini Fabrizio de Simone                  | Ferrari 360 Modena GT     | P     | 84            |
| 9      | N-GT      | 52 | JMB Racing                                | Andrea Bertolini Fabrizio de Simone                  | Ferrari 3.6L V8           | P     | 84            |
| 10     | N-GT      | 88 | Team Maranello Concessionaires            | Tim Mullen Jamie Davies                              | Ferrari 360 Modena GT     | D     | 84            |
| 10     | N-GT      | 88 | Team Maranello Concessionaires            | Tim Mullen Jamie Davies                              | Ferrari 3.6L V8           | D     | 84            |
| 11     | N-GT      | 61 | EMKA Racing                               | Martin Short Tim Sugden                              | Porsche 911 GT3-R         | D     | 84            |
| 11     | N-GT      | 61 | EMKA Racing                               | Martin Short Tim Sugden                              | Porsche 3.6L Flat-6       | D     | 84            |
| 12     | GT        | 11 | Roos Optima Racing Team                   | Henrik Roos Magnus Wallinder                         | Chrysler Viper GTS-R      | D     | 83            |
| 12     | GT        | 11 | Roos Optima Racing Team                   | Henrik Roos Magnus Wallinder                         | Chrysler 8.0L V10         | D     | 83            |
| 13     | N-GT      | 57 | MenX                                      | Tomáš Enge Robert Pergl                              | Ferrari 360 Modena GT     | D     | 83            |
| 13     | N-GT      | 57 | MenX                                      | Tomáš Enge Robert Pergl                              | Ferrari 3.6L V8           | D     | 83            |
| 14     | N-GT      | 51 | Freisinger Motorsport                     | Bert Longin Gabriele Gardel                          | Porsche 911 GT3-RS        | D     | 83            |
| 14     | N-GT      | 51 | Freisinger Motorsport                     | Bert Longin Gabriele Gardel                          | Porsche 3.6L Flat-6       | D     | 83            |
| 15     | GT        | 2  | Konrad Motorsport                         | Franz Konrad Toni Seiler Jean-Marc Gounon            | Saleen S7-R               | D     | 83            |
| 15     | GT        | 2  | Konrad Motorsport                         | Franz Konrad Toni Seiler Jean-Marc Gounon            | Ford 7.0L V8              | D     | 83            |
| 16     | N-GT      | 75 | Team Eurotech                             | David Jones Godfrey Jones                            | Porsche 911 GT3-R         | D     | 82            |
| 16     | N-GT      | 75 | Team Eurotech                             | David Jones Godfrey Jones                            | Porsche 3.6L Flat-6       | D     | 82            |
| 17     | N-GT      | 74 | Team Eurotech                             | Mike Jordan Mark Sumpter                             | Porsche 911 GT3-RS        | D     | 81            |
| 17     | N-GT      | 74 | Team Eurotech                             | Mike Jordan Mark Sumpter                             | Porsche 3.6L Flat-6       | D     | 81            |
| 18     | N-GT      | 69 | Proton Competition                        | Christian Ried Gerold Ried                           | Porsche 911 GT3-RS        | D     | 79            |
| 18     | N-GT      | 69 | Proton Competition                        | Christian Ried Gerold Ried                           | Porsche 3.6L Flat-6       | D     | 79            |
| 19     | N-GT      | 89 | Team Maranello Concessionaires            | Darren Turner Kelvin Burt                            | Ferrari 360 Modena N-GT   | D     | 79            |
| 19     | N-GT      | 89 | Team Maranello Concessionaires            | Darren Turner Kelvin Burt                            | Ferrari 3.6L V8           | D     | 79            |
| 20     | N-GT      | 53 | JMB Racing                                | Antoine Gosse Peter Kutemann                         | Ferrari 360 Modena N-GT   | P     | 78            |
| 20     | N-GT      | 53 | JMB Racing                                | Antoine Gosse Peter Kutemann                         | Ferrari 3.6L V8           | P     | 78            |
| 21     | N-GT      | 56 | Alda Motorsport                           | Andrzej Dziurka Wojciech Dobrzanski                  | Porsche 911 GT3-RS        | D     | 78            |
| 21     | N-GT      | 56 | Alda Motorsport                           | Andrzej Dziurka Wojciech Dobrzanski                  | Porsche 3.6L Flat-6       | D     | 78            |
| 22     | N-GT      | 99 | RWS Yukos Motorsport                      | Walter Lechner, Jr. Stéphane Daoudi                  | Porsche 911 GT3-R         | P     | 72            |
| 22     | N-GT      | 99 | RWS Yukos Motorsport                      | Walter Lechner, Jr. Stéphane Daoudi                  | Porsche 3.6L Flat-6       | P     | 72            |
| 23     | GT        | 18 | Zwaan's Racing                            | Arjan van der Zwaan Rob van der Zwaan Klaus Abbelen  | Chrysler Viper GTS-R      | D     | 61            |
| 23     | GT        | 18 | Zwaan's Racing                            | Arjan van der Zwaan Rob van der Zwaan Klaus Abbelen  | Chrysler 8.0L V10         | D     | 61            |
| 24     | GT        | 16 | Wieth Racing                              | Wolfgang Kaufmann Niko Wieth                         | Ferrari 550 Maranello     | D     | 61            |
| 24     | GT        | 16 | Wieth Racing                              | Wolfgang Kaufmann Niko Wieth                         | Ferrari 6.0L V12          | D     | 61            |
| 25 DNF | N-GT      | 58 | Auto Palace Compétition                   | Steeve Hiesse Guillaume Gomez                        | Ferrari 360 Modena GT     | P     | 52            |
| 25 DNF | N-GT      | 58 | Auto Palace Compétition                   | Steeve Hiesse Guillaume Gomez                        | Ferrari 3.6L V8           | P     | 52            |
| 26 DNF | GT        | 4  | Force One Racing Festina                  | Philippe Alliot David Hallyday Steve Zacchia         | Chrysler Viper GTS-R      | P     | 33            |
| 26 DNF | GT        | 4  | Force One Racing Festina                  | Philippe Alliot David Hallyday Steve Zacchia         | Chrysler 8.0L V10         | P     | 33            |
| 27 DNF | N-GT      | 54 | Cirtek Motorsport                         | Ian Khan Mark Mayall                                 | Porsche 911 GT3-R         | D     | 31            |
| 27 DNF | N-GT      | 54 | Cirtek Motorsport                         | Ian Khan Mark Mayall                                 | Porsche 3.6L Flat-6       | D     | 31            |
| 28 DNF | GT        | 5  | Force One Racing Festina Carsport Holland | Mike Hezemans Anthony Kumpen                         | Chrysler Viper GTS-R      | P     | 30            |
| 28 DNF | GT        | 5  | Force One Racing Festina Carsport Holland | Mike Hezemans Anthony Kumpen                         | Chrysler 8.0L V10         | P     | 30            |
| 29 DNF | GT        | 9  | JMB Racing                                | Philipp Peter Fabio Babini                           | Ferrari 550 Maranello     | P     | 27            |
| 29 DNF | GT        | 9  | JMB Racing                                | Philipp Peter Fabio Babini                           | Ferrari 6.0L V12          | P     | 27            |
| 30 DNF | GT        | 12 | Proton Competition                        | Mauro Casadei Moreno Soli Maciej Marcinkiewicz       | Porsche 911 GT2           | Y     | 17            |
| 30 DNF | GT        | 12 | Proton Competition                        | Mauro Casadei Moreno Soli Maciej Marcinkiewicz       | Porsche 3.6L Turbo Flat-6 | Y     | 17            |
| 31 DNF | N-GT      | 77 | RWS Yukos Motorsport                      | Nikolai Fomenko Alexey Vasilyev                      | Porsche 911 GT3-RS        | P     | 8             |
| 31 DNF | N-GT      | 77 | RWS Yukos Motorsport                      | Nikolai Fomenko Alexey Vasilyev                      | Porsche 3.6L Flat-6       | P     | 8             |
| 32 DNF | GT        | 10 | JMB Racing                                | Boris Derichebourg David Terrien Christian Pescatori | Ferrari 550 Maranello     | P     | 0             |
| 32 DNF | GT        | 10 | JMB Racing                                | Boris Derichebourg David Terrien Christian Pescatori | Ferrari 6.0L V12          | P     | 0             |
| DSQ    | GT        | 7  | Graham Nash Motorsport                    | Mike Newton Thomas Erdos                             | Saleen S7-R               | D     | 86            |
| DSQ    | GT        | 7  | Graham Nash Motorsport                    | Mike Newton Thomas Erdos                             | Ford 7.0L V8              | D     | 86            |